# Willi Clahes
Paul Otto Hermann Willi Clahes (* 19. Juli 1895 in Braunschweig; † 21. Oktober 1948 in Hahn, heute Ortsteil von Rastede) war ein deutscher Jurist und von April 1939 bis Sommer 1942 stellvertretender Amtschef der Durchführungsstelle für die Neugestaltung der Reichshauptstadt, kurz „Durchführungsstelle“ genannt, beim Generalbauinspektor für die Reichshauptstadt (GBI) in Berlin. Dort war er einer der Hauptverantwortlichen für die „Entmietung“ und Vertreibung der Juden aus der Reichshauptstadt.

## Leben

### In Braunschweig
Clahes wurde als zweites von drei Kindern des Kaufmanns Friedrich Otto Adolph Clahes und dessen Ehefrau Irmgard Helene Lina, geb. Fricke geboren. Anfang August 1914 erhielt er das Notabitur am „Herzoglichen Realgymnasium“ (der heutigen Neuen Oberschule) in Braunschweig. Unmittelbar darauf trat er zunächst in das Braunschweigische Infanterie-Regiment Nr. 92 ein, um als Freiwilliger am Ersten Weltkrieg teilzunehmen, wechselte dann aber binnen kurzem zum Reserve-Infanterie-Regiment Nr. 208. Ebenfalls in diesem Regiment waren die Braunschweiger Carl Heimbs, Heinrich Rönneburg und Ernst Zörner. Clahes und Zörner kannten sich von Kindheit an, sie waren beide im selben Jahr geboren, und besuchten dieselben Schulen. Clahes nahm an mehreren Feldzügen teil, wurde verwundet, erhielt als Leutnant der Reserve unter anderem das Eiserne Kreuz II und wurde 1917 als Oberleutnant aus dem Dienst entlassen.

### Weimarer Republik und Zeit des Nationalsozialismus
Von 1917 bis 1920 studierte Clahes Rechtswissenschaften an den Universitäten Göttingen und Leipzig. Während des Studiums trat er 1919 in die DVP ein, deren Mitglied er bis 1928 blieb. Nach erfolgreichem Studienabschluss trat er in den Staatsdienst des Freistaates Braunschweig ein und wurde nach Durchlaufen verschiedener Stellen 1927 zum Regierungsrat ernannt. 1929 trat er von der DVP zur DNVP über. Zum 1. Oktober 1932 trat Clahes in die NSDAP ein (Mitgliedsnummer 1.356.606). Im selben Monat wurde er Stadtrat und am 1. April 1936 Bürgermeister und ständiger Vertreter des Braunschweiger Oberbürgermeisters Wilhelm Hesse (NSDAP).
Wie Ernst Zörner, stieg auch Clahes schnell in der NS-Hierarchie auf. Und wie Zörner stand er in deutlicher Opposition zu Dietrich Klagges, dem 1933 ernannten Ministerpräsidenten des Freistaates Braunschweig. Als die Streitigkeiten zwischen Zörner und Klagges eskalierten, verließ Zörner mit Rückendeckung Adolf Hitlers Braunschweig und trat im August 1933 zunächst das Amt des Oberbürgermeisters von Dresden an, das er bis Juli 1939 innehatte. Clahes blieb derweil in Braunschweig. Nachdem Zörner auch in Dresden Probleme mit Gauleiter Martin Mutschmann bekam, holte ihn Albert Speer nach Berlin und machte ihn zum Präsidenten der Durchführungsstelle.

### In der Durchführungsstelle des Generalbauinspektors
Zörner holte daraufhin umgehend seinen alten Regimentskameraden und Freund aus Kinder- und Jugendtagen, Willi Clahes, in die Berliner Dienststelle. Des Weiteren holte er noch einen anderen Regimentskameraden in das Amt: Heinrich Rönneburg, Politiker der Deutschen Demokratischen Partei (DDP) und zwischen 1922 und 1924 Braunschweigischer Innen- und Wirtschaftsminister im Kabinett Jasper II. Am 10. Juni 1938 wurde Clahes zur Durchführungsstelle beim GBI abgeordnet. Von Albert Speer, dem Leiter der GBI, erhielt Clahes den Auftrag, die Wohnungen der Berliner Juden zu „entmieten“ – sie in der Sprache des Nationalsozialismus „judenfrei“ zu machen. Die Chronik der Stadt Braunschweig vermerkt für den 1. April 1939: „Bürgermeister Willi Clahes wird Vizepräsident der Durchführungsstelle für die Neugestaltung der Reichshauptstadt in Berlin.“ Clahes war damit Stellvertreter von Karl Maria Hettlage. Er setzte die ihm von Speer gestellte Aufgabe bis 1942 vollständig um. In jenem Jahr war seine Arbeit beendet, da die Wannseekonferenz am 20. Januar 1942 die „Endlösung der Judenfrage“ anders organisierte. In seinem Übergabeprotokoll teilte Clahes mit, dass die Durchführungsstelle zwischen 1939 und 1942 die Wohnungen von 23.767 Juden „entmietet“ und dabei 75.000 Personen „erfasst und umgesiedelt“ habe.
Nach Auflösung der Durchführungsstelle wurde Clahes direkt in das Reichsministerium für Bewaffnung und Munition übernommen, wo er bis Kriegsende tätig war.

### Nachkriegszeit
Da Existenz und Aufgabenbereich der Durchführungsstelle und damit Clahes Tätigkeit, insbesondere die „Entmietung“ der Wohnungen Berliner Juden in der Öffentlichkeit – auch nach Kriegsende – weitestgehend verborgen geblieben waren, entging Clahes, wie sämtliche seiner Kollegen, sowohl der Entnazifizierung, als auch der Strafverfolgung.
Am 21. Oktober 1948 kam Clahes in der kleinen Ortschaft Hahn, heute zu Rastede gehörend, bei einem Verkehrsunfall ums Leben.

### Familie
1929 heiratete Willi Clahes Irmgard Graalfs, mit der er eine Tochter (* 1931) und einen Sohn (* 1935) hatte.